# Jamielnik (Wólka Różańska)
Jamielnik – osada leśna wsi Wólka Różańska w Polsce, położona w województwie lubelskim, w powiecie łukowskim, w gminie Stoczek Łukowski.
W latach 1975–1998 osada administracyjnie należała do województwa siedleckiego.